# Chemda Khalili

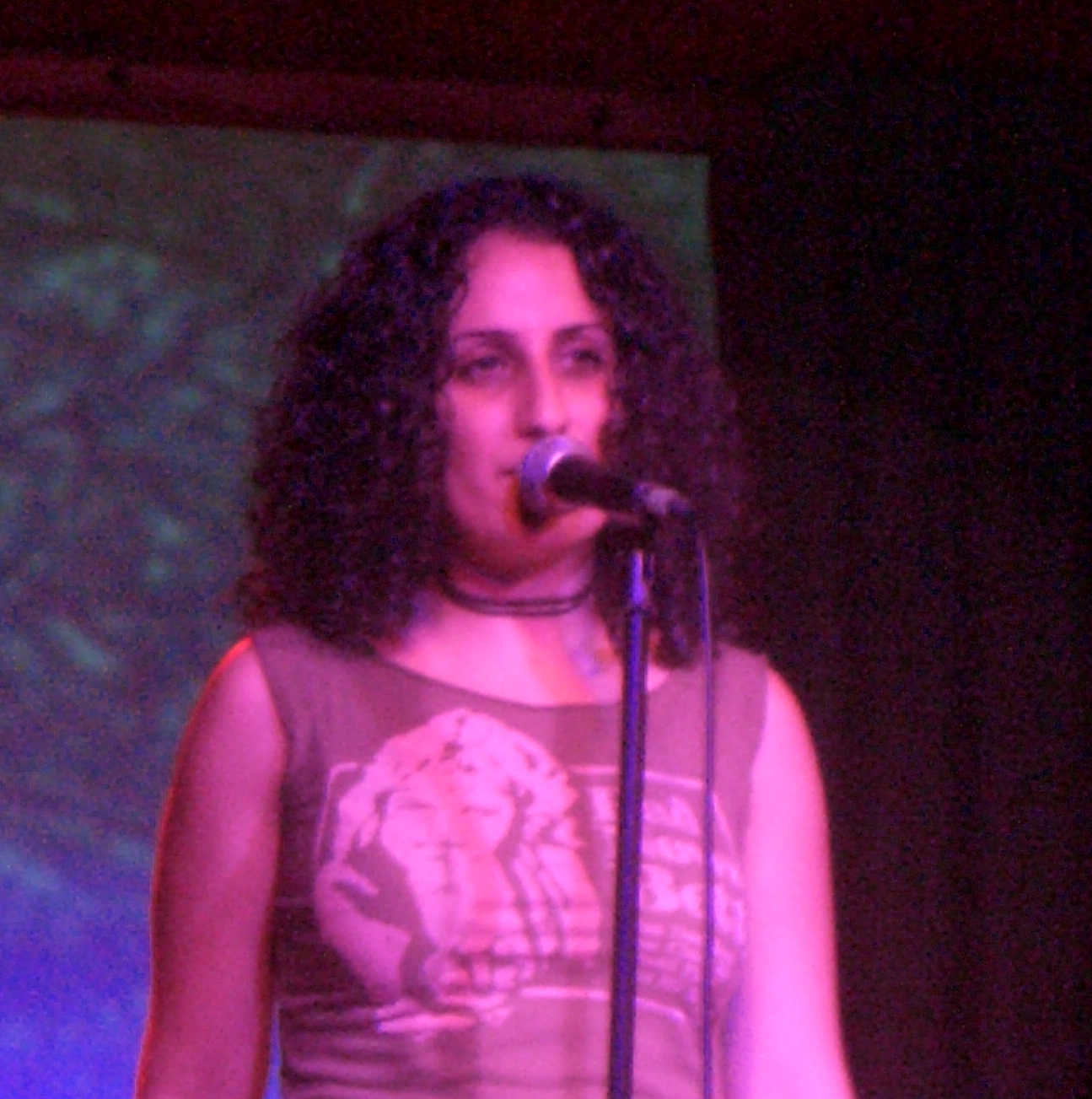
Chemda Khalili

Chemda Khalili (ur. 2 grudnia 1975 w Tel Awiwie) – amerykańska piosenkarka i autorka tekstów, mieszkająca na stałe w Nowym Jorku. Jej rodzicami byli Irakijka i Irańczyk żydowskiego pochodzenia. Jej pierwsze profesjonalne nagranie pojawiło się na drugim albumie znanego artysty muzyki reggae – Dr Israela.
W 1996 roku brała udział w tournée jako pierwszy głos i choreografka grupy tanecznej „Mighty Dub Katz”. W tym samym roku Chemda zaśpiewała w popularnej piosence Where Did Your Love Go zespołu Rhythm 544.
W 2002 Chemda współpracowała z Rhysem Fulberem (ex-Front Line Assembly) nad albumem zespołu Conjure One o takim samym tytule. Zaśpiewała na czterech utworach i napisała dwa z nich wspólnie z Rhysem (z których jeden został później udostępniony stacji ESPN, a drugi firmie EA Sports, która wykorzystała go w grze FIFA 2002). Ten sam utwór, czyli „Redemption”, został ponownie zmiksowany przez Maxa Grahama i pojawił się na kilku płytach tego artysty. Wraz z Conjure One wzięła udział w tournée po USA i Kanadzie.

## Keith and The Girl
Wraz ze swoim partnerem Keithem Malleyem jest współgospodarzem jednego z najpopularniejszych podcastów – Keith and The Girl,